# BMW iX
BMW iX (BMW:s chassikod: I20) är en eldriven SUV, tillverkad av den tyska biltillverkaren BMW sedan 2021. 
Bilen visades i konceptform på Parissalongen 2018. Produktionen i Dingolfing startade i juli 2021.
Versioner:
| Modell      | Årsmodell | Motor                 | Effekt | Vridmoment | Batterikapacitet             |
| ----------- | --------- | --------------------- | ------ | ---------- | ---------------------------- |
| iX xDrive40 | 2022-     | 2 st synkronmotorer   | 326 hk | 630 Nm     | 74 kWh litiumjonackumulator  |
| iX xDrive50 | 2022-     | 2 st synkronmotorer   | 540 hk | 765 Nm     | 109 kWh litiumjonackumulator |
| iX M60      | 2023-     | 2 st synkronmotorerer | 620 hk | 1015 Nm    | 108 kWh litiumjonackumulator |

## Bilder

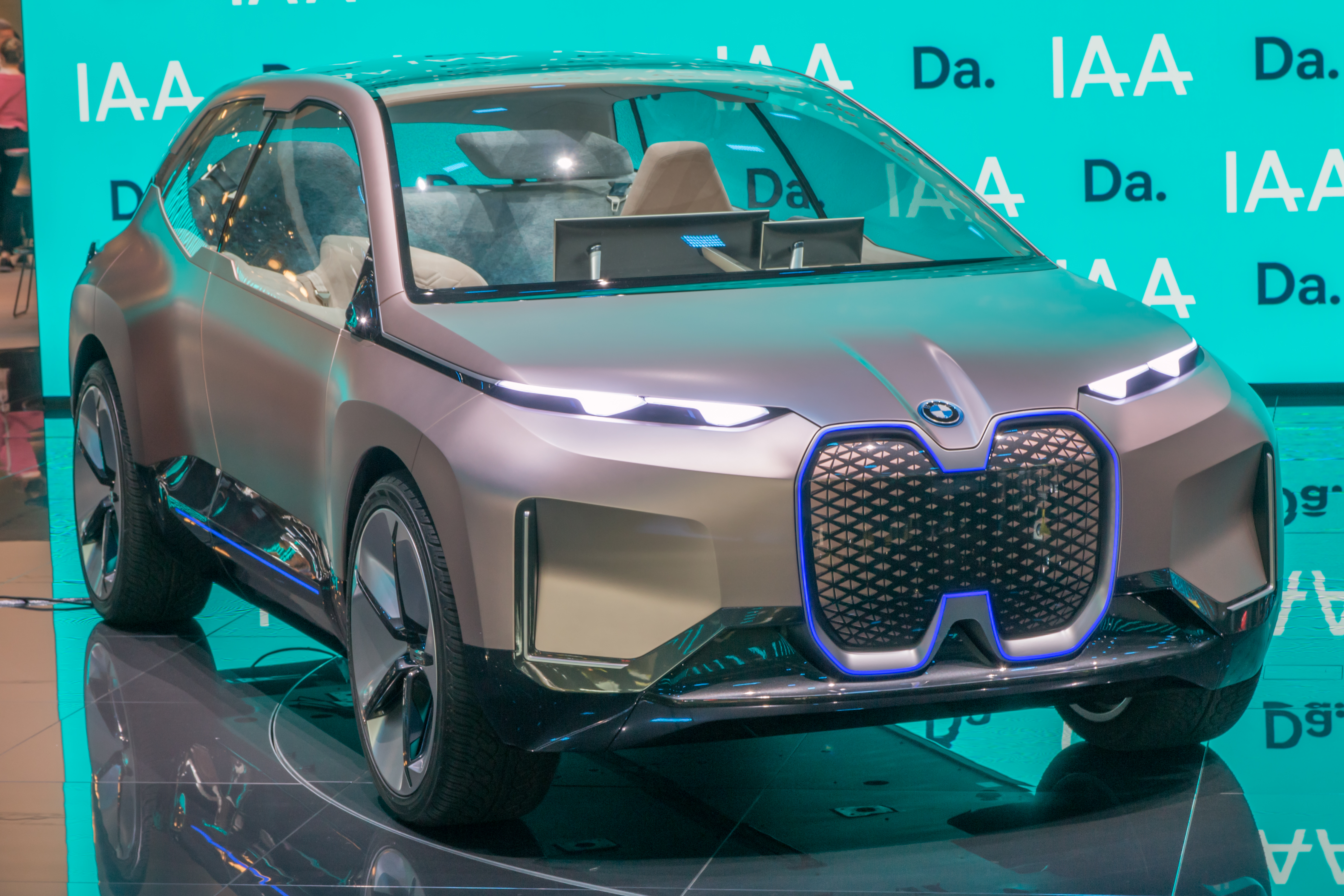
BMW Vision iNext.